# Црква Успења Пресвете Богородице у Чакову
Црква Успења Пресвете Богородице је православна црква у Чакову, жупанија Тимиш, Румунија. Припада Епархији темишварској Српске православне цркве.  Представља историјски споменик Румуније.

## Историја
О чаковачкој православној цркви први је писао Доситеј Обрадовић. У време његовог детињства она је била заједнича за православне  Србе, Грке и Румуне и имала је више свештеника. Садашња црква је саграђена 1768. године, а осликана 1771. године. Тада је месни парох био Павле Пејић. Према запису из Горњег места у олтару, ктитор је Георгије Капамажи. Након формирања засебних румунских епархија, румунски верници су од 1899 до 1900. саградили своју цркву. Унутрашњост цркве је чистио, а сводове и зидове осликао Стеван Алексић  1902—1903. Значајнија оправка храма је била 1931. године, када је здање било опасано гвожђем, потом и 1995. јер је било напукло због земљотреса, а са торња је пао крст. Због кратког споја, у цркви је 2004. избио пожар. Том приликом је оштећен олтар и скоро половина иконостаса. Изгореле су многе вредне иконе. Уз помоћ државних финансијских средстава из Букурешта, 2008. је санирана спољашност цркве.
Црква је у облику лађе, са лучном олтарском апсидом, смештено посред некадашњег гробља из 18. века. Дугачка је 36 м, широка 11,2 м и висока 10 м, на шта се додаје висина крова од 7 м, а зидови у основи достижу дебљину од 1,8 м. У време изградње била је најлепша грађевина те врсте у Банату. Торањ је на стубовима приљубљеним уз западну фасаду. Унутрашњост цркве има облик крста и засвођена је печеном циглом. У торњу се налазе четири звона и сатни механизам. Црквене књиге су углавном из 18. и 19. века. У порти цркве се налазе два надгробна споменика са натписима на словенском језику из 1811. и 1829. године, као и велики мермерни крст из 18. века.

## Иконостас
На иконостасу је радио сликар Димитрије Поповић, док резбар није познат. Приказане су у соклу Жртва Аврамова и Каин убија Авеља, на царским дверима Свети оци Василије Велики и Јован Златоусти, Васкрсење и Вазнесење Христово, на бочним светитељи Димитрије, односно Георгије, престоне иконе Свети Никола, Богородица, Спаситељ и Претеча, на северним дверима нижу се једна за другом Обрезање, Рођење Христово и Ваведење Богородице, над престоном иконом Богородице Успење Богородице и Сретење, над царским дверима Света Тројица и Благовести, над престоном иконом Спаситеља Преображење и Крштење Христово, над јужним дверима Силазак Светог Духа, Силазак Господа у Ад и Улазак у Јерусалим, у луку тематски склоп Распећа, у подножју Крста Полагање у гроб и бочно са обе стране пуне лук иконе Светих апостола.